# ماری-ترس نادیگ
ماری-ترس نادیگ (آلمانی: Marie-Theres Nadig؛ زادهٔ ۸ مارس ۱۹۵۴) اسکی‌باز اسکی آلپاین اهل سوئیس بود.
وی در مسابقات کشوری و بین‌المللی در مجموع برندهٔ ۲ مدال طلا، ۱ مدال برنز شده‌است.